# Dobrava, Radlje ob Dravi
Dobrava je naselje v Občini Radlje ob Dravi.